# Lessingianthus mollissimus
Lessingianthus mollissimus là một loài thực vật có hoa trong họ Cúc. Loài này được (D.Don ex Hook. & Arn.) H.Rob. mô tả khoa học đầu tiên năm 1988.